# Regionalny Szpital Intensywnego Leczenia w Mariupolu
Regionalny Szpital Intensywnego Leczenia w Mariupolu (ukr. Обласна лікарня інтенсивного лікування м.Маріуполь) – szpital w Mariupolu, będący największym szpitalem w obwodzie donieckim (Ukraina), przeznaczonym do świadczenia opieki stacjonarnej i ambulatoryjnej wyższego stopnia mieszkańcom regionu.

## Historia
Regionalny Szpital Intensywnego Leczenia w Mariupolu został założony jako Szpital Miejski nr 2 w Mariupolu (Żdanowie) w kwietniu 1980 roku.
22 grudnia 2016 r. zarządzeniem przewodniczącego Donieckiej Obwodowej Administracji Państwowej nr 1163 „W sprawie przyjęcia wspólnej własności wspólnot terytorialnych wsi, miasteczek, miast pod kontrolą rady regionalnej, integralny kompleks majątkowy instytucją miejską „Szpital Miejski nr 2 w Mariupolu, szpital miejski został przekształcony w szpital wojewódzki ze zmianą nazwy.
W 2019 roku szpital kontynuował prace nad termomodernizacją sali oraz niezbędnymi remontami bloku operacyjnego i oddziału ratunkowego, a także rozbudową sali rezonansu magnetycznego.

## Oddziały szpitalne
- Doraźna opieka medyczna (przygotowanie, małe sale operacyjne, izba przyjęć)
- Chirurgia nr 1 (krwawienie ogólne, brzuszne, żołądkowo-jelitowe)
- Chirurgia nr 2 (ropno-septyczny, proktologiczny)
- Traumatologia (ortopedia, protetyka stawów)
- Neurochirurgia (guzy mózgu, neurotrauma)
- Urologia (litotrypsja, andrologia)
- Ginekologia
- Otorynolaryngologia
- Okulistyka (mikrochirurgia oka, chirurgia soczewek)
- Terapia (pulmonologia, nefrologia, toksykologia)
- Neurologia (udar mózgu)
- Kardiologia
- Gastroenterologia
- Anestezjologia (narkoza, łóżka pooperacyjne)
- Intensywna terapia nr 1 (resuscytacja)
- Intensywna terapia nr 2 (resuscytacja neurologiczna, tromboliza)
- Intensywna terapia tlenowa hiperbaryczna (komora ciśnieniowa tlenu)
- Fizjoterapia (rehabilitacja, masaż)
- Endoskopia chirurgiczna doraźna (endoskopia, gastroskopia, kolonoskopia, bronchoskopia)
- Diagnostyka radiologiczna (RTG, mammografia, spiralna tomografia komputerowa, rezonans magnetyczny)
- Diagnostyka funkcjonalna (USG, elektroencefalografia, spirografia)
- Anatomia patologiczna (sekcja zwłok, biopsja, laboratorium histologiczne)
- Kliniczne laboratorium diagnostyczne (badania krwi i moczu, biochemia, immunologia, cytologia, parazytologia)
- Przychodnia (poliklinika)
- Regionalne centrum telemedyczne
- Usługi pomocnicze (stacje sterylizacyjne i dezynfekcyjne, jednostka gastronomiczna, usługi domowe, archiwum)

## Źródła
- Oficjalna strona internetowa szpitala na facebook (ukr. • ros.)